# Coelotes charitonovi
Coelotes charitonovi là một loài nhện trong họ Amaurobiidae.
Loài này thuộc chi Coelotes. Coelotes charitonovi được miêu tả năm 1939 bởi Spassky.